# Mireya Robles
Mireya Robles (Guantánamo, Cuba, 12 de marzo de 1934) es una escritora cubano-estadounidense, novelista, poeta, pintora, docente y crítica literaria.
Mireya Robles nació en Guantánamo, estudió en Cuba. Se formó en el Instituto de Guantánamo y en la Universidad de La Habana. Emigró a los Estados Unidos en 1957, por un desengaño sentimental, dos años antes de que triunfase la Revolución cubana. Continuó sus estudios en el Russell Sage College. Luego se doctoró en la Universidad Estatal de Nueva York. Ha desarrollado su labor docente en diferentes centros de enseñanza de Estados Unidos y, durante una década, en la Universidad de Natal en Durban, Sudáfrica. Por eso, uno de los temas más importantes de su obra es el exilio. Actualmente está jubilada y vive en Florida.
Su obra pictórica, con casi un centenar de trabajos, se desarrolla principalmente entre 1961 y 1964, aunque algunos cuadros se fechan más tarde. Estas pinturas que constituyen una obra insólita, uniforme en su contenido temático y en su estilo, se relacionan con la temática de su obra literaria.
Ha escrito novelas y cuentos, poesía y crítica literaria. Algunos de sus trabajos han sido traducidos al inglés.
Su obra literaria la convierte en uno de los principales exponentes del realismo mágico, sobre todo presente en su novela La muerte definitiva de Pedro el Largo (1998), que ha sido comparada con Pedro Páramo (1955), de Juan Rulfo. Su principal obra, Hagiografía de Narcisa la bella, es un ejercicio de virtuosismo literario escrita en un solo párrafo y supone una crítica feminista y subversiva, repleta de humor negro, a la familia, al machismo que impone a los roles familiares el heteropatriarcado y a la presión social de la comunidad y de la Iglesia. Además, introduce elementos sobre la homosexualidad y la identidad de género. En este sentido, Mireya Robles también ha destacado por su crítica activa a la situación de los homosexuales en Cuba, y la defensa de los que fueron enviados a Estados Unidos durante el Éxodo de Mariel, como se ve en el documental Conducta impropia, dirigido por Orlando Jiménez Leal y Néstor Almendros en 1984.

## Premios
En 1974 recibió la Medalla de Oro de la Académie Internationale de Lutèce por tres libros: La desnovelización de la novela (ensayo); Frigorífico del Este (cuentos); Tiempo artesano (poemario).
Ha obtenido además otros premios: 
- Mención de Honor por el ensayo, “Determinismo y libertad en Jacques le Fataliste”, Círculo de Escritores y Poetas Iberoamericanos de Nueva York, 1969.
- Mención de Honor, ensayo, «Arte y Filosofía en Muerte y Resurrección de José Ortega y Gasset», Círculo de Escritores y Poetas Iberoamericanos de Nueva York, 1970.
- Finalista, poesía, «Poemas del Tiempo», Ciudad de Barcelona, España, 1970.
- Mención de Honor, ensayo, «En torno a Luis Cadalso», Círculo de Escritores y Poetas Iberoamericanos de Nueva York , 1970.
- Mención de Honor, ensayo, «En torno a Luis Cadalso », revista Xilote, México, D.F., 1970.
- Primer Premio, libro de poesía, Tiempo artesano, Círculo de Escritores y Poetas Iberoamericanos de Nueva York, 1971.
- Segundo premio, cuento, «Trisagio de la muerte», Sigma Delta Pi, Sociedad Nacional Hispana, Universidad de Maine, Orono, 1973.
- Segundo premio, cuento, «Hidra», revista Silarus, Battipaglia, Italia, 1973.
- Finalista, cuento, «Frigorífico del Este», XXV Concurso de Cuentos La Felguera, La Felguera, España, 1974.
- Finalista, libro de poesía, Solitarios del Silencio, Premio Juan Boscán, Barcelona, España, 1974.
- Finalista, poesía, «Devuélveme», Diario de León, León, España, 1974.
- Primer Premio, ensayo, «La relatividad de la realidad», Círculo de Escritores y Poetas Iberoamericanos de Nueva York, 1974.
- Mención de Honor, poesía, «Nunca podría»..., «Cuando sólo se llenan las horas»..., «Pidámosle silencio al miedo»..., «Otra vez estas flores de mármol»..., Círculo de Escritores y Poetas Iberoamericanos de Nueva York, 1975.
- Finalista, cuento, «Grand Central», Periódico La Verdad, Murcia, España, 1975.
- Segundo Premio, cuento, «En la otra mitad del Tiempo» , revista Silarus, Battipaglia, Italia, 1975.
- Mención de Honor, poesía, «Feelings»..., revista Amanecer, Buenos Aires, Argentina, 1976.
- Accésit, artículo de periódico, «Kendall», Premio Jorge Mañach, Miami, Estados Unidos, 1976.
- Una mujer y otras cuatro, novela, entró en el grupo de las seleccionadas para la obtención del Premio Nadal en 1989, el único año que quedó desierto el premio finalista antes de que se eliminara definitivamente.[8]

## Obras
- Combinado del este. Novela
- Trisagio de la muerte. Cuentos
- Frigorífico del este. Cuentos
- Petits poèmes, 1969. Poesía
- Tiempo artesano. Barcelona: Campos, 1973. Poesía
- En esta aurora. Xalapa: Universidad Veracruzana, 1976. Poesía
- Hagiografía de Narcisa la bella, Ediciones del Norte, Hanover, Nuevo Hampshire, 1985 (reed. Letras Cubanas, La Habana, 2002; reed. Xlibris Corporation,  Bloomington, Indiana, 2010; reed. Recalcitrantes, Madrid, 2016, ISBN 978-84-945472-1-8). Traducida al inglés por Anna Diegel: Hagiography of Narcisa the Beautiful, Readers International, Nueva York / Londres, 1996, ISBN 1-887378-03-0>
- Profecía y luz en la poesía de Maya Islas, 1987. Crítica literaria
- Una mujer y otras cuatro, 1989. Novela
- La muerte definitiva de Pedro el Largo, 1998. Novela